# ويلسون جيريمياه موسى
ويلسون جيريمياه موسى (بالإنجليزية: Wilson Jeremiah Moses)‏ هو مؤرخ أمريكي، ولد في 1942.